# Свято-Феодосіївський монастир
Свя́то-Феодосіївський монасти́р — діючий чоловічий монастир у Києві, належить Православній церкві України, знаходиться на Печерську біля Києво-Печерської лаври.
Повна назва — Свято-Феодосіївський ставропігійний чоловічий монастир.
Кількість насельників – 8 осіб.

## Історія
Відкритий в 1992 році на базі церкви святого Феодосія, збудованої в 1698–1700 роках коштом київського полковника Костянтина Мокієвського у стилі «мазепинське бароко» на місці дерев'яного храму початку XVII століття.
Спочатку церква належала Києво-Печерській лаврі, але після спорудження Київської фортеці вона перейшла у підпорядкування єпархіального керівництва.
Свято-Феодосіївський храм побудований за зразком українських трикамерних церков. Стіни розділено лопатками та завершено розкреповним карнизом. На північному і південному фасадах розташовано по три видовжені віконні отвори. Над ними розміщено зображення святих. Невеликі вікна, розташовані у два яруси, прикрашено складними наличниками та трикутними сандриками. Внутрішній простір розділений високими арками. На хори ведуть гвинтові сходи, влаштовані у вузьких баштах, що прибудовані до північного і південного фасадів.
У ризниці храму зберігалися стародруки XVI століття. В 1805–1813 роках зведено триярусну дзвіницю у стилі ампір. У 1830 році церковне подвір'я оточили кам'яною огорожею з брамою. У 1860 році до Свято-Феодосіївського храму з півдня добудовано вівтар на честь святого Іоанна Воїна. На початку XX століття за проектом архітектора Є. Єрмакова змінено верх дзвіниці: замість третього ярусу-ротонди зведено новий із куполом у псевдоросійському стилі.
У вересні 1920 зареєстровано церковну парафіяльну громаду. Пізніше храм передано Обновленській Церкві, згодом закритий. У 1930-х роках використовувався як архівне приміщення. Під час німецької окупації був сильно пошкоджений.
У 1958–1960 роках пам'ятку відреставровано архіваріусом В. Корнєєвою, розібрано пізніші добудови та дзвіницю.
В 1992 році церкву з приналежними до неї корпусами передано УПЦ КП, відтоді монастир отримав статус ставропігійного та прямо підпорядковувався Святійшому Патріарху Київському і всієї Руси-України. Тоді ж у храмі було встановлено новий іконостас, який реставровано в 2008–2010 роках. Оскільки давні розписи не збереглися, в 2008–2010 роках храм розписано наново. До відновлення Київського Свято-Михайлівського Золотоверхого чоловічого монастиря тут перебували керівні органи УПЦ КП.
Після Об'єднавчого собору українських православних церков від 15 грудня 2018 року увійшов до складу об'єднаної Православної церкви України.
20 червня 2019 року монастир прийнято в безпосереднє підпорядкування митрополита Київського і всієї України.

## Намісник
- Феодосій (Пайкуш)
- (2013-) архімандрит Макарій (Папіш)[2]